# Yamsi Chasmata
Gli Yamsi Chasmata sono una struttura geologica della superficie di Rea.